# Татиан
Татиа́н или Тациа́н Ассириец (др.-греч. Τατιανός; лат. Tatianus; 112—185) — христианский писатель-апологет, соединивший все четыре евангелия в единое повествование, или Диатессарон, которое оставалось в ходу в сирийской церкви на протяжении нескольких столетий и повлияло на становление канонического текста Нового завета. Он был причастен к основанию татиан. От татиан произошло христианское аскетическое направление энкратитов, которое находилось под сильным влиянием философии стоиков.

## Биография
Младший современник и ученик Иустина, родом из Ассирии. Греко-римская поэзия, мифология, история, философия и ораторское искусство были ему хорошо известны. Он сам про себя говорил, что «весьма славился в языческой мудрости». Предпринимая путешествия в разные страны, он собрал много данных о быте, нравах и религиозных воззрениях многих народов Азии и Европы. Но и такой богатый запас разнородных сведений не удовлетворил Татиана, как не отвечающий на запросы ума и сердца, желающего постигнуть истину. Он посвятился в какие-то греческие мистерии — вероятно, элевсинские, — но и в них не нашёл искомого. Прибытие в Рим ещё более усилило убеждение Татиана, что язычество не обладает истиной. Это заставило его «углубиться в себя и исследовать, каким образом найти истину». Ему попали в руки книги Священного Писания, которые произвели на него глубокое впечатление «по простой их речи, безыскусственности писателей, удобопонятности объяснения всего творения, предвидения будущего, превосходству правил и, наконец, по учению о едином Властителе над всем».
К этим книгам расположило его и то, что они гораздо древнее всех памятников эллинской образованности. Затем Татиан увидел высоконравственную жизнь христиан и особенно был поражён готовностью их бестрепетно умирать за свои верования. Он обратился в христианство, стал учеником св. Иустина и вместе с ним терпел преследования от философа Кресцента. По примеру своего учителя он стал проповедником и защитником христианства. Есть основание думать, что он был преемником Иустина в должности учителя в основанной последним в Риме богословской школе. После мученической смерти Иустина Татиан удалился в Сирию и здесь увлёкся гностицизмом. О дальнейшей его судьбе нет никаких известий. Время его смерти предположительно относится к 175 г.

## Взгляды
В апологии христианства, написанной Татианом в христианский период его жизни, апологет доказывает превосходство христианства перед язычеством по веро- и нравоучению и по степени древности происхождения. О христианстве он говорит кратко, о ненормальностях язычества трактует очень подробно, так что полемический элемент значительно преобладает над апологетическим. Особенности этого труда Татиана — несистематичность изложения и слишком беспощадная критика языческой философии, к которой его предшественник и учитель относился с большим уважением, находя в ней проблески Божественной истины. Апология Татиана пользовалась великим уважением в древние времена христианства; из неё приводили отрывки в своих сочинениях Афинагор, Климент Александрийский, Тертуллиан, Евсевий и др.
Главнейшие заблуждения Татиана, по показаниям Иринея, Ипполита, Климента Александрийского и других церковных писателей, состояли в том, что он допускал невидимые эоны, подобно Валентину, объяснял слова в книге Бытия «да будет свет» как просьбу демиурга к высшему Богу, отрицал возможность спасения Адама, как главы непослушания, отвергал брак, почитая его блудодеянием, осуждал употребление мяса и вина и был если не основателем, то одним из значительных представителей секты энкратитов («воздержников»), называвшихся также гидропарастатами, акварианами вследствие употребления ими одной воды при совершении евхаристии. Иероним приписывает Татиану докетический образ мыслей о плоти Христа.

## Диатессарон
Диатессарон — своего рода симфония Четвероевангелия, из которого Татиан опустил родословие Христа и все места, показывающие Его историческое происхождение от царя Давида. Этим евангельским сводом вся Антиохийская Церковь пользовалась в богослужениях до V века, когда блаженный Феодорит Киррский изъял его из употребления.
Евсевий приписывает Татиану «Книгу вопросов» и свод четырёх Евангелий под названием «διὰ τεσσάρων», в котором, по свидетельству Феодорита, Татиан опустил родословия Христа и другие места, показывающие, что Христос по плоти происходил от семени Давидова. Этим евангелием пользовались не только последователи Татиана, но и православные христиане, как книгой весьма удобной. Феодорит нашёл более 200 экземпляров его в церквах своего округа (Кира), отобрал их и заменил каноническими Евангелиями четырёх евангелистов.
По свидетельству Евсевия и Иеронима, Татиан написал очень много книг, но из них дошла до нас только его апология христианства, а прочие известны только по заглавиям или очень небольшим отрывкам. Татиан сам упоминает о своих книгах: «О животных» и «Против тех, которые рассуждали о божественных делах»; Климент Александрийский делает небольшую выдержку из его книги «О совершенстве по учению Спасителя».